# Apogon à ceinture noire
Archamia zosterophora
Espèce
L'apogon à ceinture noire (Archamia zosterophora) est une espèce de poissons marins de la famille des Apogonidae.
Il est présent dans les eaux tropicales de la zone centrale de l'Indo-Pacifique soit de l'Indonésie aux îles Vanuatu.
Sa taille maximale est de 8 cm mais la taille moyenne est de 6,1 cm.